# Chinlestegophis jenkinsi
Chinlestegophis è genere estinto di temnospondylo vissuto nel Triassico superiore, circa 221-206 milioni di anni fa (Norico), in Colorado, USA. Il genere contiene una singola specie, ossia C. jenkinsi, nota per un singolo cranio rinvenuto nella Formazione Chinle, in Colorado. Nonostante sia considerato imparentato con i metoposauroidi, come Rileymillerus, Chinlestegophis condivide diverse caratteristiche con i caecili, un gruppo vivente di anfibi scavatori privi di arti. Se Chinlestegophis fosse effettivamente sia un avanzato stereospondylo, sia un parente dei ceciliani, significherebbe che gli stereospondyli (sotto forma di ceciliani) sono sopravvissuti fino ai giorni nostri.